# Bruno Hortelano
Bruno Dominix Hortelano Roig (* 18. září 1991 Wollongong, Austrálie) je španělský atlet, sprinter, mistr Evropy v běhu na 200 metrů z roku 2016.

## Kariéra
Narodil se v Austrálii, jeho rodiče jsou však Španělé. Na mistrovství světa v Moskvě v roce 2013 vytvořil nový španělský rekord v běhu na 200 metrů časem 20,47, nepostoupil však do finále. Tento svůj osobní rekord vylepšil o 8 setin v semifinále evropského šampionátu v Amsterdamu v roce 2016. Ve finále pak zvítězil. Na evropském šampionátu v Berlíně v roce 2018 doběhl ve finále na 200 metrů čtvrtý.

## Osobní rekordy
- 100 m – 10,06 s – 2016
- 200 m – 20,04 s – 2018